# Violence (album)
Violence es el tercer álbum de estudio de la banda de Metal alternativo Nothingface. Fue publicado en Septiembre en el año 2000, y es el primer álbum del grupo lanzado por TVT Records. Tuvo críticas positivas pero no obtuvo mucho éxito comercial.

## Lista de canciones
Todas las canciones escritas por Matt Holt e interpretadas por Nothingface

| N.º | Título                    | Duración |  |
| 1.  | «Make Your Own Bones»     | 3:29     |  |
| 2.  | «Bleeder»                 | 3:29     |  |
| 3.  | «Same Solution»           | 4:22     |  |
| 4.  | «For All the Sin»         | 4:23     |  |
| 5.  | «Can't Wait For Violence» | 4:29     |  |
| 6.  | «Dead Like Me»            | 4:12     |  |
| 7.  | «Blue Skin»               | 4:18     |  |
| 8.  | «Filthy»                  | 4:49     |  |
| 9.  | «Hidden Hands»            | 4:08     |  |
| 10. | «American Love»           | 3:17     |  |
| 11. | «Everlasting Godstopper»  | 5:04     |  |
| 12. | «Piss & Vinegar»          | 3:27     |  |

## Personal
Matt Holt - vocalista
Tom Maxwell - guitarrista
Bill Gaal - bajista, teclados y samples
Chris Houck - baterista